# William Marrion Branham
William Marrion Branham (ur. 6 kwietnia 1909, zm. 24 grudnia 1965) – chrześcijański pastor, ewangelista i nauczyciel, uznawany za jednego z głównych prekursorów uzdrowieniowego przebudzenia zielonoświątkowego, mającego miejsce po II wojnie światowej. Przez swoich naśladowców, uznających jego służbę i nauczanie za potwierdzone przez Boga, jest uznawany za jednego z ostatnich proroków posłanych do kościoła czasów ostatecznych. Przez krytyków zaś – za fałszywego proroka głoszącego niebiblijne nauki i podważającego fundamentalne chrześcijańskie doktryny.
Celem służby w początkowym okresie jego działalności było głoszenie Ewangelii i modlitwa za chorych, w późniejszym okresie uważał się za proroka i nauczyciela, który ma przywrócić chrześcijaństwu te cechy, które charakteryzowały je w czasie początków jego istnienia, co w praktyce doprowadziło do utworzenia nowego ruchu religijnego (tzw. „branhamowcy”).

## Życiorys

### Dzieciństwo, nawrócenie i wprowadzenie do służby
William Branham urodził się 6 kwietnia 1909 roku w drewnianej chacie w Kentucky. Pierwszych dziewięcioro dzieci Charlesa i Elisabeth Branhamów wychowywało się w pobliżu Jeffersonville, w stanie Indiana. Jako chrześcijanie Branhamowie mieli korzenie katolickie, niemniej jednak katolikami byli tylko formalnie (tzw. niepraktykujący), a dzieci od najmłodszych lat miały kontakt z innymi denominacjami chrześcijańskimi (Branham po urodzeniu został pobłogosławiony w kaplicy baptystycznej Lone-Star).
W momencie przyjścia na świat syna Williama Branhamowie byli rodziną bardzo ubogą, żyjącą w nędznych warunkach bytowych. Ojciec Charles Branham był drwalem, pracował ciężko by utrzymać rodzinę, jednak był także alkoholikiem. W swoich późniejszych latach życia William Branham często nawiązywał do alkoholizmu ojca w kontekście problemów, jakich przysparzał mu on w jego trudnym, wypełnionym ubóstwem dzieciństwie.
Według relacji Branhama od najmłodszych lat doznawał on nadprzyrodzonych przeżyć, włącznie z nadnaturalnymi wizjami. Jako kilkuletni chłopiec, podczas pracy na przydomowym podwórku, miał usłyszeć głos: „Nigdy nie pij i nie pal, i w żaden sposób nie zanieczyszczaj się przez niemoralne postępowanie z kobietami, bo kiedy będziesz starszy musisz dla mnie wykonać dzieło”.
W wieku 18 lat Branham pracował przy spędzie bydła w Arizonie. Z powodzeniem uprawiał także boks; wygrał 15 zawodowych walk. W wieku dwudziestu kilku lat doświadczył chrześcijańskiego nawrócenia, a następnie został ordynowany na stanowisko pomocnika pastora w baptystycznym zborze misyjnym w Jeffersonville.
Krótko po ordynowaniu, 11 czerwca 1933 roku, kiedy William Branham chrzcił ludzi w rzece Ohio, blisko Jeffersonville, zgromadzone na tej uroczystości osoby zobaczyły jasne, oślepiające Światło, które zstąpiło i zawisło nad Branhamem, a następnie miał rozlec się głos: „Jak Jan Chrzciciel był posłany, by poprzedzić pierwsze przyjście Chrystusa, tak twoje poselstwo poprzedzi Jego drugie przyjście”.
Życie Branhama obfitowało w tragedie, cierpienia i niedostatki. Był półanalfabetą i słabo władał językiem angielskim.

### Publiczna usługa

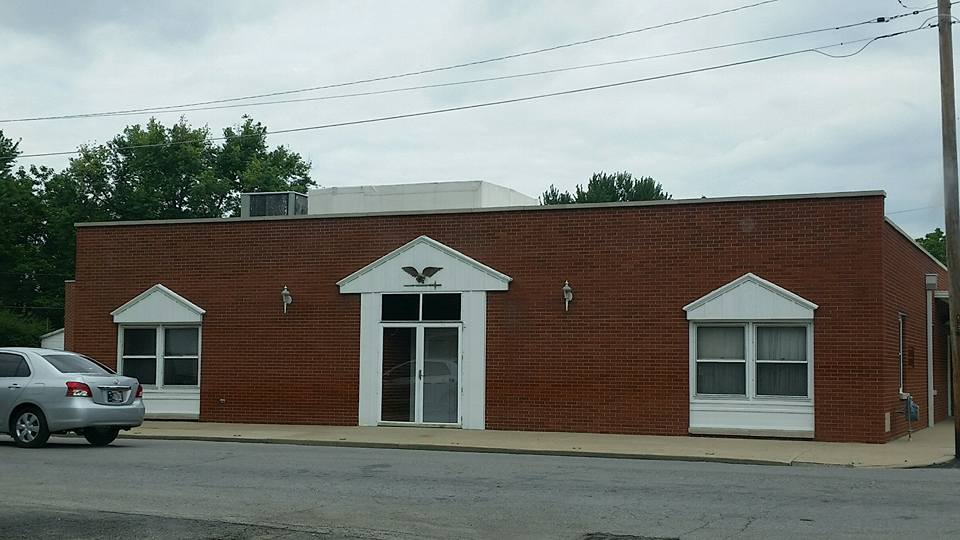
Branham Tabernacle, 804 Penn St., Jeffersonville, IN

Branham podjął decyzję o samodzielnej pracy misyjnej między innymi wskutek nieporozumienia z pastorem zboru w sprawie ordynacji kobiet do służby głoszenia. Następnie przeprowadził serię zgromadzeń przebudzeniowych, początkowo namiotowych, potem w wynajętej na ten cel sali. W 1933 roku zbudowano nową salę zgromadzeń o nazwie Branham Tabernacle.
W maju 1946 roku Branham złożył świadectwo, że odwiedził go anioł, zlecając mu ewangeliczną i uzdrowieniową służbę, której zasięg miał stać się ogólnoświatowy. Jednak członkowie rodziny Branhamów potwierdzają, że przeprowadzał on kampanie uzdrowieniowe już wcześniej, na przykład w 1941 roku miał dwutygodniowe zgromadzenie przebudzeniowe w Milltown, zaś jego traktat „Nie byłem nieposłuszny tej niebiańskiej wizji” wskazuje, że jego uzdrowieniowa służba była już w tym czasie rozpowszechniona.
W połowie lat 40. kampanie uzdrowieniowe William Branham przeprowadzał głównie przy współpracy z zielonoświątkowymi. Było to efektem znajomości z Gordonem Lindsay’em, którego poznał w 1947 roku. Wkrótce Gordon Lindsay stał się jego głównym menadżerem i promotorem. W tym okresie do jego grupy ewangelizacyjnej dołączyło kilku przywódców grup zielonoświątkowych (między innymi Ern Baxter, F.F. Bosworth). Gordon Lindsay założył w 1948 roku czasopismo „Głos uzdrowienia”, pierwotnie w całości poświęcone relacjom z uzdrowieniowych kampanii Williama Branhama.
Rozpoczął się okres serii kampanii uzdrowieniowych, cieszących się powodzeniem i uznaniem wśród uczestników, których liczba ciągle wzrastała. W czerwcu 1947 roku czasopismo „Wieczorne Słońce” z Jonesboro w Arkansas relacjonowało: „...od czasu, kiedy kaznodzieja Branham otworzył swoje zgromadzenia namiotowe, Jonesboro zostało odwiedzone przez obywateli co najmniej dwudziestu pięciu stanów oraz Meksyku. Liczba uczestników zgromadzeń przypuszczalnie przewyższyła 20 tysięcy”. Wiele innych gazet relacjonowało i entuzjastycznie komentowało liczne uzdrowienia i nawrócenia mające miejsce podczas tych zgromadzeń.
Owe uzdrowienia z najcięższych chorób i kalectw, nawrócenia i rosnąca popularność tych zgromadzeń stały się powodem rozszerzenia pola działania Williama Branhama i grupy jego współpracowników na wiele krajów na całym świecie. W opinii współczesnych Branhamowi obserwatorów i komentatorów jego działalności „Branham wypełnił największe stadiony i hale na świecie” (poza Stanami Zjednoczonymi była to Kanada, Republika Południowej Afryki, a w Europie m.in. Finlandia, Szwajcaria i Niemcy). Jakkolwiek uzdrowienia dzięki wierze doznało tysiące osób (w tym uzdrowień z najcięższych i uznanych za śmiertelne chorób), to jednak jako bardzo prestiżowe ze względu na ich ważną pozycję społeczną osób uzdrowionych najczęściej wymienia się m.in. uzdrowienie z kalectwa kongresmena USA Upshowa (po 66 latach choroby) oraz uzdrowienie ze stwardnienia rozsianego króla Anglii Jerzego VI.
W Durban (RPA) w 1951 roku przeprowadzał zgromadzenia ewangelizacyjno-uzdrowieniowe przy współpracy Apostolskiej Misji Wiary, Zgromadzeń Bożych, Zielonoświątkowego Kościoła Poświęcenia oraz Kościoła Bożego Pełnej Ewangelii. Zgromadzenia odbyły się w jedenastu miastach, z frekwencją około pół miliona osób. W ostatnim ze zgromadzeń w Durban, mającym miejsce na torze wyścigowym Greyville, wzięło udział około 45 000 ludzi, a dalsze tysiące pozostało poza torem Greyville z powodu braku miejsca.
Od połowy lat 50. Branham nauczał, że ani nauka unitarian, ani trynitarian nie jest poprawna, ponieważ Bóg jest jedną osobą, która przejawia się w trzech urzędach – tak samo, jak np. mąż może być zarówno ojcem, jak i dziadkiem. Są to więc trzy tytuły, wskazujące jednak na pojedynczą osobę. Kiedy zaczął otwarcie wypowiadać się na temat nauk, takich jak bóstwo oraz nasienie węża, popularność jego usługi zaczęła spadać.

### Odwiedziny anioła i nadprzyrodzone znaki
Osoby uznające Williama Branhama za ustanowionego przez Boga proroka wierzą, że jego służba jest wypełnieniem biblijnych proroctw związanych z czasem końca. On sam twierdził (a potwierdzali to liczni świadkowie i współpracownicy), że dane mu były dwa nadprzyrodzone dary mające uwiarygodnić go wobec uzdrawianych ludzi, a także wzbudzić w nich większą wiarę w obliczu Źródła uzdrawiającej ich Mocy, czyli Jezusa Chrystusa. Pierwszy z tych darów to fizycznie pojawiający się znak na lewej dłoni Branhama, pozwalający lokalizować miejsce i rodzaj choroby, drugi dar to zdolność objawiania bieżących myśli i faktów z przeszłości uzdrawianej osoby.
Drugi z darów zaczął się manifestować w działalności Branhama nieco później niż pierwszy, lecz już od lipca 1949 roku współpracujący z Branhamem kaznodzieje zaczęli świadczyć, że potrafi on objawić myśli, przeżycia i potrzeby poszczególnych ludzi, którzy podchodzili do niego w kolejce modlitwy uzdrowieniowej podczas zgromadzeń. Sam Branham twierdził, że poznanie to miało charakter widzenia, a uzdrawiana osoba odczuwała odejście dolegliwości wtedy, kiedy Branham otrzymał to widzenie. Ern Baxter (współpracujący z Williamem Branhamem od 1947 do 1954 roku) w jednym z wywiadów udzielonych w 1978 roku powiedział: „Branham posiadał niewiarygodne Słowo poznania. Zanim modlił się za jakąś osobę, przekazywał dokładne szczegóły jej dolegliwości, a również szczegóły jej życia, takie jej miejsce zamieszkania, zatrudnienie, działalność, a nawet wydarzenia w dzieciństwie. Przez wszystkie lata, kiedy mu towarzyszyłem, Branham nigdy nie dopuścił się błędu jeśli chodzi o to Słowo poznania, a dotyczyło to tysięcy przypadków”.
William Branham często opisywał przeżycie, które dotyczyło wizyty anioła w maju 1946 roku i powierzonej mu za jego pośrednictwem misji. Gdy modlił się, ze słupa Światła wyszedł anioł i powiedział: „Nie bój się. Jestem posłany od obecności Wszechmogącego Boga, aby powiedzieć ci, że twoje szczególne narodzenie i niezrozumiane życie zostało przewidziane, byś otrzymał dar Bożego uzdrawiania dla ludzi tego świata. Jeśli będziesz szczery w modlitwie i doprowadzisz ludzi do tego, by ci uwierzyli, nic nie ostoi się przed twoją modlitwą, nawet rak. Udasz się do wielu krajów i będziesz się modlił za królów i władców. Będziesz głosił do tłumów ludzi, a tysiące przyjdą do ciebie po poradę”. Powodzenie w jego służbie uzdrowieniowej na całym świecie było wypełnieniem tego proroctwa.
W 1948 roku kaznodzieja Branham złożył świadectwo, że zobaczył w wizji chłopca, który został wzbudzony z martwych. Opowiadając szczegóły tej wizji, poprosił swoje liczne audytorium o zapisanie tego proroctwa na niezadrukowanych wstępnych kartkach swoich Biblii.
Gordon Lindsay w jednej z biografii Williama Branhama napisał, że ta wizja wypełniła się dwa lata później podczas podróży do Helsinek, w Finlandii w 1950 roku, gdzie w pobliżu miasta Kuopio, na poboczu drogi, leżał uderzony przez samochód martwy chłopiec. Przejeżdżająca tamtędy grupa Branhama zatrzymała się i wtedy kaznodzieja Branham poprosił, by usunięto prześcieradło przykrywające ciało martwego chłopca, Branham rozpoznał bowiem tę scenę jako zgodną z tym, co zobaczył dwa lata wcześniej w wizji. Lindsay, członek tej grupy, relacjonował, że William Branham modlił się nad tym chłopcem, który został zmartwychwzbudzony. Chłopiec ten miał na imię Kari Holma.
24 stycznia 1950 roku w Sam Houston Coliseum, w Houston, w stanie Texas, w czasie zgromadzenia została wykonana niezwykła fotografia. Jako jedyna udana z całej użytej w aparacie rolki filmu, fotografia ukazywała aureolę światła nad głową Williama Branhama. Z powodu niezwykłości tej fotografii poddano ją badaniu przez rzeczoznawcę FBI do spraw kwestionowanych dokumentów (George J. Lacy). George’a Lacy po jej zbadaniu odrzucił możliwość przypadkowego powstania tej fotografii, czy to jako skutku niezamierzonego błędu, czy to chęci dokonania fałszerstwa. Fotografia, której oryginał przechowywany jest w archiwach Biblioteki Kongresu w Waszyngtonie, dla wierzących poselstwu Branhama stała się jednoznacznym dowodem Bożego potwierdzenia w służbie Williama Branhama, jako przedstawiająca utrwalone Nadprzyrodzonego Światło.

### Krucjata w RPA 1951
Branham odwiedził około 20 krajów świata. Jedną z jego ważniejszych zagranicznych kampanii była krucjata przeprowadzona w RPA w 1951 (październik-grudzień). Trwała 10 tygodni, przeprowadzona została w 11 głównych miastach, odbyło się ponad 120 spotkań, w których uczestniczyło ponad pół miliona ludzi. Rozpoczęła się 3 października, ale Branham przybył 6 października. Oprócz Branhama uczestniczył w niej F.F. Bosworth i W.J. Ern Baxter. Celem tej kampanii oprócz nawróceń były modlitwy o uzdrowienie. Stadsklev opublikował świadectwa 100 osób, które miały doświadczyć uzdrowienia. Według Stadskleva kilkadziesiąt tysięcy osób miało podpisać „karty decyzji”, jednak nikt nie próbował ich zliczyć. W największym zgromadzeniu uczestniczyło około 55–60 tysięcy osób (na torze wyścigowym w Durban). Ze względu na apartheid osobno organizowano spotkania dla ludności białej i niebiałej. Większość spotkań zostało zorganizowanych dla ludności białej. Na największym spotkaniu dla ludności niebiałej przybyło 15 tysięcy osób.
Krucjata została opisana w książce przez Juliusza Stadskleva, jednego z jej uczestników. Autorem drugiego rozdziału jest Bosworth. Rozdział piąty to sprawozdania uczestników.

### Upadek
W 1948 roku Branham przechodził załamanie nerwowe, które wynikało z przepracowania fizycznego i umysłowego. Ustawiały się przed nim długie kolejki chorych czekających na uzdrowienie, Branham nie wiedział kiedy przerwać i w rezultacie często modlił się do wczesnych godzin porannych. Z tego powodu Gordon Lindsay skrócił czas jego usługiwania do jednej godziny, przestano też wpuszczać gości do jego pokoju hotelowego. Po załamaniu nerwowym Branham zaczął obwiniać swoich współpracowników, zwłaszcza Lindsaya, o nadmierne obciążanie go. Po powrocie do zdrowia większe spotkania zaczął organizować dopiero w 1950.
Roberts Liardon ocenia, że sukces Branhama został w dużym stopniu zapracowany przez Lindsaya. Branham jednak nie doceniał go, oskarżał i porzucił go. Po odejściu Lindsaya Branham został otoczony pochlebcami. Zdaniem Liardona porzucenie Lindsaya było wielkim błędem, a Branham zaczął głosić fałszywe herezje.
Branham nie znał się na finansach i nie dbał o sprawy organizacyjne; nowi dyrektorzy zaczęli wykorzystywać fundusze, aby się wzbogacić. Nagle zaczęło ubywać ludzi na spotkaniach, zmalała liczba przychodzących listów – z tysiąca dziennie do około 75. Branham wpadł w długi i rozważał nawet porzucenie służby i podjęcie świeckiej pracy. W latach, gdy finansami kierował Lindsay, Urząd Skarbowy nie interesował się finansami, jednak w 1956 roku postawił Branhamowi zarzut unikania płacenia podatków i ukarano go grzywną w wysokości 40 tysięcy dolarów, którą spłacał do końca swego życia.
Pochlebcy nazywali go nowym Eliaszem i aniołem siódmego okresu w historii Kościoła. Branham w końcu zorientował się, że powstał kult jego osoby. W latach 60. rozpaczał nad utratą popularności i zauważył, że inni ewangeliści go wyprzedzili (Billy Graham, Oral Roberts, Tommy Osborn i Tommy Hicks). By odzyskać popularność, zaczął przepowiadać przyszłość i głosić osobliwe nauki.
Według Robertsa Liardona przewidział, że w niedalekiej przyszłości powstanie „ruch wiary” – powstał on w końcu lat 70. – i chciał być jego liderem.

### Siedem pieczęci
Jako szczytowy punkt swojej służby William Branham uważał serię swoich kazań na temat Siedmiu Pieczęci. (Księga Objawienia 6,1-17 oraz 8,1) wygłoszonych w dniach 17–24 marca 1963 roku. Kilka tygodni wcześniej otrzymał wizję, która wypełniła się na Górze Zachodzącego Słońca (Sunset Mountain) w Arizonie. W tym miejscu podczas spotkania z grupą siedmiu aniołów otrzymał polecenie otwarcia (wyjaśnienia znaczenia) tych biblijnych Pieczęci, co zrealizował podczas cyklu kazań w marcu 1963 roku. W rzeczywistości, wbrew wcześniejszym zapowiedziom, w owych kazaniach objawił bardzo niewiele nowych doktryn. Zasadniczo przesłanie zostało przekazane wcześniej podczas cyklu kazań o siedmiu wiekach Kościoła.
Ten olbrzymi obłok (rozmiar sięgający około 30 na 26 mil) został sfotografowany przez wielu obserwatoriów (jego zdjęcie ukazało się w magazynie „Life” 17 maja 1963 roku). Zjawisko to było także badane przez specjalistów między innymi University of Arizona’s Institute of Atmospheric Physics. Stwierdzono, że była to chmura nieznanego dotychczas typu, występująca poza strefą normalnego występowania chmur i powstała wskutek wystrzelenia rakiety. Krytycy twierdzili, że obłok ten był rezultatem eksplozji rakiety, która miała miejsce w tamtych dniach z Vandenberg Air Force Base, około 800 km na zachód. Branhamowcy wierzą, że ten obłok miał nadprzyrodzone pochodzenie i wskazują na biblijne odnośniki, które mówią o powrocie Pana Jezusa Chrystusa w obłoku. Uczestnicy spotkania na Sunset Mountain (towarzyszący Branhamowi mężczyźni) relacjonują zjawiska towarzyszące temu wydarzeniu – słyszany był potężny odgłos, przypominający wybuch, następnie powstał olbrzymi obłok, który ukształtowany na niebie przypominał swoim kształtem obrys głowy Chrystusa z obrazu Hoffmana.
Po tej wizji Branham przeniósł się do Arizony i zamieszkał w Tucson. W okresie tym nie był przyjmowany przez zielonoświątkowe zbory, na co się uskarżał.

### Śmierć

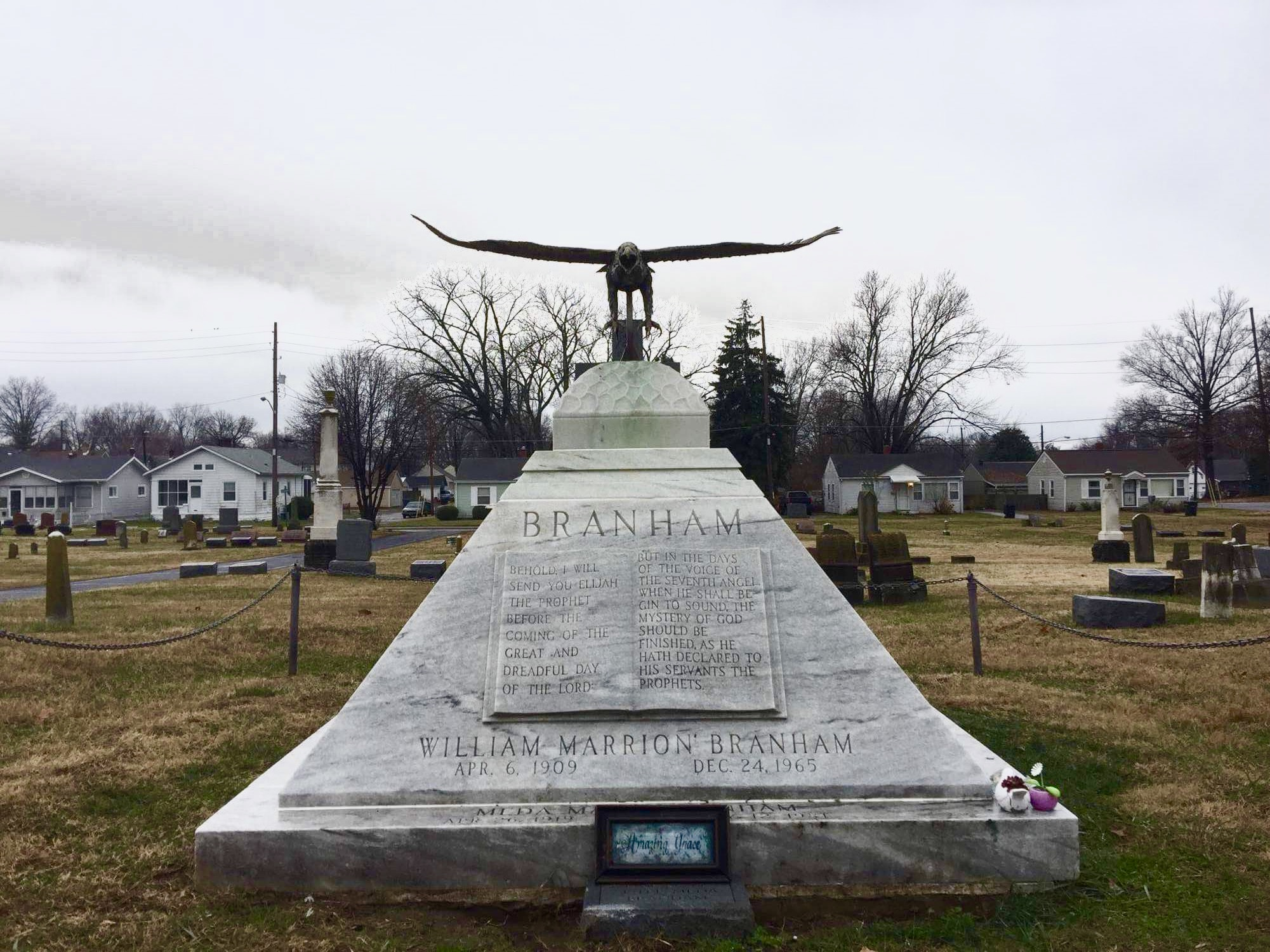
Grób Branhama w Jeffersonville, Indiana

William Branham poniósł śmierć w konsekwencji urazów poniesionych w wyniku wypadku samochodowego, kiedy to jego samochód zderzył się czołowo z innym samochodem, prowadzonym przez pijanego kierowcę, jadącym „pod prąd” niewłaściwym pasem ruchu. Było to 18 grudnia 1965 roku na autostradzie U.S. Highway 60 w pobliżu Friona w stanie Texas. W wypadku tym poważne urazy odniosła także córka Branhama Sara i jego żona Meda, której serce przez jakiś czas nie wykazywało oznak pracy. Odzyskała tętno i przytomność po modlitwie przytomnego jeszcze męża. Sam Branham z wraku samochodu wydobyty został po około 45 minutach. Zmarł sześć dni później, 24 grudnia 1965 roku o godzinie 17:49 w szpitalu w Amarillo.
Jego ciało zostało przewiezione do Jeffersonville, w stanie Indiana, gdzie, po opóźnieniu, odbył się jego pogrzeb. Kamień nagrobny ma kształt piramidy, co odzwierciedla nauczanie Branhama na temat Kościoła, który poprzez wieki został przywrócony do pierwotnego stanu i jest gotów na powrót Kamienia Szczytowego, Pana Jezusa Chrystusa. Na pomniku umieszczono napis, że jest aniołem okresu laodycejskiego i jedyną osobą godną, by otworzyć „siódmą pieczęć” Apokalipsy.
Śmierć Branhama była szokiem dla branhamistów. Pogrzeb odbył się dopiero cztery miesiące później 11, kwietnia 1966. Do tego czasu ciało trzymano w lodówce i oczekiwano zmartwychwstania. Według oficjalnej wersji opóźnienie wynikało z potrzeby powrotu pani Branham do pełni zdrowia po zranieniach wywołanych wypadkiem. Branhamowcom trudno było przyjąć do wiadomości śmierć Branhama; jeszcze w latach 80. krążyły pogłoski o jego zmartwychwstaniu. Co roku w Branham Tabernacle odbywa się specjalne nabożeństwo wielkanocne, podczas którego zgromadzeni słuchają kazań Branhama.

## Proroctwa
W 1933 roku William Branham otrzymał siedem proroctw (określanych jako kluczowe) dotyczących końca czasów. W tym też czasie pięć pierwszych proroctw uznano jako spełnione.
Oto opis tych proroctw słowami samego Branhama:

– Pierwsza wizja dotyczyła tego, że Mussolini zaatakuje Etiopię i ten naród „padnie u jego stóp”. Ta wizja spowodowała z pewnością pewien oddźwięk, i niektórzy, kiedy to powiedziałem, byli bardzo rozzłoszczeni i nie chcieli temu wierzyć. Lecz stało się to właśnie w ten sposób. On tam po prostu wkroczył ze swoją nowoczesną armią i zajął ją. Tubylcy nie mieli żadnych szans. Lecz ta wizja mówiła również o tym, że Mussoliniego spotka okropny koniec, kiedy jego własny naród obróci się przeciwko niemu. Urzeczywistniło się to dokładnie tak, jak było przepowiedziane.
– Następna wizja przepowiadała, że pewien Austriak, imieniem Adolf Hitler, powstanie jako dyktator w Niemczech, i że on wciągnie świat do wojny. Była mi pokazana linia Zygfryda, i jak trudną sprawą będzie dla naszych jednostek, aby ją sforsować. Potem było pokazane, że Hitler skończy w tajemniczy sposób.
– Trzecia wizja dotyczyła sfery światowej polityki, bowiem było mi pokazane, że będą trzy wielkie „izmy”, faszyzm, nacjonalizm i komunizm, lecz te dwa pierwsze zostaną pochłonięte przez trzeci. Ten głos ostrzegał: „ZWAŻAJCIE NA ROSJĘ, ZWAŻAJCIE NA ROSJĘ. Zwróćcie waszą uwagę na króla północy”.
– Czwarta wizja przedstawiała wielkie postępy w nauce, które miały nastać po drugiej wojnie światowej. Ona kończyła się wizją samochodu z kopułą z plastiku, który jechał po pięknych autostradach i był zdalnie sterowany. Wydawało się, że ludzie siedzieli w tym samochodzie, i nie było w nim kierownicy, i oni grali sobie jakąś grę dla rozrywki.
– Piąta wizja dotyczyła moralnego problemu naszego wieku, i koncentrowała się głównie wokół kobiet. Bóg mi pokazał, że niewiasty zaczną opuszczać swoje miejsce i zostanie im udzielone prawo do głosowania. Potem będą obcinać swoje włosy, co świadczy o tym, że dłużej nie są pod autorytetem męża, lecz domagają się równouprawnienia, albo też w wielu wypadkach więcej, niż równouprawnienia. One zaczęły nosić męskie ubiory, aż posunęły się tak daleko, że się wcale nie ubierają. Ostatnim obrazem, który widziałem, była kobieta, która z wyjątkiem małego listka figi, służącego jako fartuszek, była naga. W czasie tej wizji widziałem straszne zepsucie i moralny stan całego świata.
– Następnie, w szóstej wizji, w Ameryce wystąpiła bardzo piękna, lecz okrutna kobieta. Ona trzymała ludzi absolutnie w swojej mocy. Ja wierzę, że to jest wzmaganie się Rzymskokatolickiego Kościoła, chociaż wiem, że by to również mogło być widzenie jakiejś kobiety, dochodzącej do wielkiej mocy w Ameryce, dzięki popularyzacji prawa wyborczego dla niewiast.
– W ostatniej, siódmej wizji, usłyszałem najstraszliwszą eksplozję. Kiedy się obróciłem, aby tam spojrzeć, nie widziałem nic innego, niż rumowiska, kratery i dym nad całym lądem Ameryki.

Pod koniec życia interpretował, że siódma wizja spełni się w roku 1977 i będzie to koniec świata. Gdy data się nie spełniła Ewald Frank uznał, że Branham nigdy tej daty nie wyznaczył, a całą odpowiedzialność zrzucił na Lee Vayle’a, który w 1964 zredagował książkę „Siedem wieków Kościoła” w oparciu o kazania Branhama. Jednak data 1977 pojawia się również w kazaniu Branhama z 1961 roku – „w 1977 r. upływa siedemdziesiąty jubileusz dokładnie 3430 lat licząc od pierwszego jubileuszu wymienionego w księdze Kapłańskiej 25,8” – (The Seventieth Week of Daniel, wygłoszone 6 sierpnia 1961 [tape #61-0806]).

### Proroctwo dotyczące Los Angeles
W 1964 roku zapowiedział, że Los Angeles zostanie zalane przez Pacyfik.

...wielkie trzęsienie ziemi uderzy w Zachodnie Wybrzeże. I to się nie zatrzyma. Kalifornia, Los Angeles pogrąży się. Ono zapada się. Osunie się wprost do oceanu... obserwujcie tylko, woda wtargnie aż do Jeziora Salton. Los Angeles jest skazane na sąd. Mówię wam to, zanim to się stanie, abyście o tym wiedzieli, kiedy to się stanie. Nie mówiłem tego nigdy od siebie, a On nigdy nie powiedział mi ani jednej rzeczy, która nie stałaby się. Wy możecie to potwierdzić. Tak jest. Kiedy to będzie? Tego nie wiem ...

Po tym proroctwie część jego zwolenników z Kalifornii przeniosło się do Tucson.
Te słowa proroctwa są przez zwolenników poselstwa Branhama traktowane szczególnie poważnie. Zwracają oni uwagę na powszechnie panującą wśród sejsmologów opinię na temat położenia geologicznego zachodniego wybrzeża Ameryki. Biorąc pod uwagę, że leży ono na złączu dwóch głównych płyt tektonicznych (uskok San Andreas) i fakt istnienia pod wybrzeżem Kalifornii olbrzymiej pustki geologicznej, każde najbliższe trzęsienie ziemi w tym rejonie może mieć skutki niespotykane w dotychczasowej historii Ziemi.

## Nauczanie
William Branham jako kaznodzieja wygłosił tysiące poselstw, z czego 1124 zostało nagranych i spisanych w formie broszur. Jak wielu innych historiozoficznie wykładających Apokalipsę, wierzył, że siedem kościołów opisanych w Księdze Objawienia (2 i 3 rozdział), przedstawia historyczne okresy chrześcijańskiego kościoła, od jego początków aż do czasów dzisiejszych – „aniołowie” posłani kolejno do każdego z kościołów to apostoł Paweł, Ireneusz, Marcin z Tours, Kolumba, Luter i Wesley. Przez wierzących w Poselstwo siódmym posłańcem – aniołem do ostatniego z kościołów (Laodycei – symbolu czasów współczesnych, a jednocześnie czasów końca) określony został sam William Branham. Sam nigdy oficjalnie nie przyznał, że to on miałby być posłańcem czasów ostatecznych, jednak niedwuznacznie to sugerował.
Podczas głoszenia często zmieniał wątek, następujące po sobie zdania nie zawsze logicznie się wiązały z sobą, niejednokrotnie nie sposób było zrozumieć, o co mu chodzi.

### William Branham a natura Bóstwa
William Branham odrzucił tradycyjną naukę chrześcijańskiej teologii dotyczącą trójcy na rzecz nauczania, które po analizie można zakwalifikować jako mające swoje podstawy w doktrynie modalizmu.

Wielu z was słuchających powie: 'Brat Branham jest jednościowcem'. Nie jestem. Myślę, że zarówno wy jednościowcy, jak i trynitarianie jesteście w błędzie. Nie mówię tego, by się odróżniać, ale jest to zawsze środek drogi. Nadeszła godzina, kiedy nie mogę już więcej milczeć odnośnie tych spraw – jest zbyt blisko Jego przyjścia. Trynitarianizm jest od diabła. Mówię to jako TAK MÓWI PAN. Spójrzcie, skąd to pochodzi. To rozpoczęło się na soborze nicejskim, gdzie kościół katolicki doszedł do władzy. Słowo trójca nie jest nawet użyte w Biblii, a jeśli mają to być trzej bogowie, to mówię wam, że ta idea pochodzi z piekła. Jest jeden Bóg. Taka jest dokładnie prawda.”

William Branham nauczał monoteizmu, jeśli chodzi o zrozumienie istoty Bóstwa, twierdząc, że nie ma osobowej różnicy pomiędzy Ojcem, Synem i Duchem Świętym, a te osoby Bóstwa są tym samym Bogiem w trzech różnych manifestacjach albo urzędach.

„Biblia naucza, że On zmienił swoją maskę, przemienił się, en morphe. Słowo en morphe pochodzi z języka greckiego i oznacza greckiego aktora, który odgrywa wiele ról, teraz odgrywa on jedną postać, a w następnej scenie jest kimś innym. W jednym akcie był On Bogiem Ojcem. W dalszym był On Bogiem Synem, a w obecnym jest On Bogiem Duchem Świętym. Rozumiecie? Tym On jest. Jego Słowo ma ciągle najwyższą władzę. Żyjemy w dniach ostatecznych.”

Branham określił Jezusa Chrystusa jako tego, który jest pełnią Bóstwa objawioną cieleśnie:

„On zstąpił w formie małego Dziecka. Jahwe urodził się w stajni na gnoju i to powinno być uderzające dla ludzi, mały Jahwe płaczący w stajni. Och, a my myślimy, że jesteśmy kimś. Och, Jahwe bawiący się jak dziecko, Jahwe pracujący w stolarni, Jahwe umierający jak człowiek, kiedy jednak wstąpił na wysokość udowodnił, że był Jahwe. Z pewnością tak.”

### Poglądy na temat chrztu wodnego
Konsekwencją nauki Branhama o trójcy jest jego pogląd dotyczący chrztu. Uznawał on za nieważny chrzest dokonany w imieniu Ojca, Syna i Ducha Świętego jako trzech oddzielnych osób Bóstwa. Branham wykazywał, że według nauki Biblii imię „Pan Jezus Chrystus” jest tożsame z imieniem Ojca, Syna i Ducha Świętego, ważnym z biblijnego punktu widzenia jest więc według Branhama tylko chrzest (osoby świadomej dokonywanego aktu, przez pełne zanurzenie w wodzie) dokonany w imieniu Pana Jezusa Chrystusa (Dzieje Apostolskie 2,38 i 19,5). Każdy, kto został ochrzczony w imię Ojca, Syna i Ducha Świętego, przyjął znamię Bestii. Naukę tę po raz pierwszy publicznie ogłosił w 1954 roku, w kazaniu „Znamię Bestii”.

### Nauka o nasieniu węża
Największe kontrowersje spośród nauk Branhama wzbudza nauka dotycząca nasienia węża. Według niego wydarzenie w raju dotyczące uległości Ewy w obliczu kuszenia przez węża miało kontekst seksualny, a „spożycie zakazanego owocu” było aktem, który doprowadził do poczęcia Kaina – kiedy potem Ewa skusiła Adama do „spożycia zakazanego owocu” skutkiem tego było poczęcie Abla, w konsekwencji od bliźniaczych braci Kaina i Abla (synów jednej matki, lecz różnych ojców) ród ludzki rozdzielił się na pokolenie Kaina (miłujące cielesność, postrzegające wiarę przez pryzmat formalnego rytualizmu religijnego, pomimo wiary skłonne jednak do zła) i pokolenie Abla, pochodzące od Adama jako bezpośredniego syna Bożego, posiadające znamiona głębokiej jedności duchowej z Bogiem. Branham zwracał uwagę, że odniesienia do tych dwóch linii ludzkości i do ojcostwa Kaina często są przytaczane w Nowym Testamencie (m.in. 1 List Jana 3,10-12).

### Inne
Branham głosił, że nie ma wiecznego piekła. Jego zdaniem biblijne słowo „zawsze” nie oznaczało wieczności, lecz pewien czas, po którego upływie osoby umieszczone w piekle przestawały istnieć.
Uważał, że mężczyźnie wolno się rozwieść, pod warunkiem, że poślubi dziewicę. Kobietom po rozwodzie nie wolno wchodzić w ponowne związki.
Kościół katolicki nazywał bestią apokaliptyczną, natomiast protestantów wielką nierządnicą.

## Dziedzictwo i wpływ

### Zielonoświątkowcy
Za jego życia część zielonoświątkowców popierała go. Pod koniec życia w środowisku zielonoświątkowym nasiliły się krytyczne oceny, a większość zborów odżegnywała się od jakichkolwiek związków z nim. Jego śmierć została zinterpretowana jako kara Boża. Wedle oceny Hagina, Hinna, Clendennena, Joynera i innych zielonoświątkowych proroków był mężem Bożym, ale zbłądził. Bóg odwołał go wcześniej, aby ocalić przed piekłem. Zdaniem Hagina ze względu na nieposłuszeństwo i wzbudzanie doktrynalnego zamieszania Bóg odwołał „ojca” przebudzenia uzdrowieńczego. Według Lindsaya Bóg czterokrotnie mówił mu, że Branham umrze i ma mu o tym powiedzieć. Gdy się z nim spotkał (bez zapowiedzi), miał go przestrzec, by nie wykonywał innej służby niż ta, do której powołał go Bóg. Branham miał odpowiedzieć: „Tak, ale ja chcę nauczać”. Według Joynera Branham popadł w zniechęcenie i zawiedzenie, a powierzone mu przesłanie zostało zniekształcone. Wedle oceny teologów i nauczycieli zielonoświątkowych był zwodzicielem i nigdy nie był mężem Bożym.
Na ocenę osoby Branhama wśród zielonoświątkowców mieli wpływ Gordon Lindsay oraz Roberts Liardon. Liardon idealizował Branhama. Twierdził, że Branham miał ortodoksyjne poglądy dopóki współpracował z Lindsayem. Liardon nie zauważał, że Branham głosił heterodoksalne nauki wcześniej. Rozdźwięk Branhama z zielonoświątkowcami rozwijał się stopniowo i nie tylko Lindsay miał wpływ na Branhama. Wpływ taki miał również F.F. Bosworth. Po śmierci Boswortha Branham nie miał już żadnych autorytetów, z którymi się liczył. Pod koniec życia Branham ostro krytykował zielonoświątkowców, zarzucając im fałszywy chrzest wodny oraz fałszywy chrzest w Duchu Świętym. Zarzucał zielonoświątkowcom utworzenie jeszcze jednej denominacji.
W kręgach zielonoświątkowych jego przykład często jest podawany jako przestroga, by charyzmaty wykorzystywać zgodnie z wolą Bożą.

### Charyzmatycy
W chrześcijańskim magazynie „Full Gospel Men’s Voice” z lutego 1961 roku (obecnie jest to Międzynarodowa Społeczność Biznesmenów Pełnej Ewangelii) napisano: „W dawnych biblijnych dniach byli prorocy i widzący. Jednak na tych świętych stronicach Pisma nie czytamy o większej służbie niż ta, którą ma William Branham... Branham został użyty przez Boga, w imieniu Jezusa, by wzbudzać umarłych!”.
Służba Williama Branhama w swoim czasie wywarła pewien wpływ na zielonoświątkowców, którzy darzyli go szacunkiem ze względu na przypisywanie mu wielkiej mocy. W opinii wielu zielonoświątkowców nikt nie miał takiej mocy od czasów apostoła Pawła.
Branham był inspiracją dla ruchu charyzmatycznego, który powstał w USA w latach 60. XX wieku, a który bezpośrednio oddziałał na niemal każdą chrześcijańską denominację w USA.

### Dzisiejsi naśladowcy wiary
Kult osoby Branhama powstał jeszcze za jego życia. Niektórzy jego zwolennicy zaczęli chrzcić w imieniu Williama Branhama. W kazaniu z 1961 roku Branham uznał tę praktykę za herezję. Po wyjaśnieniu wizji siedmiu pieczęci wielu jego zwolenników przyjechało za nim do Arizony. Leo Mercier założył kolonię oczekujących na Paruzję Chrystusową. Część jego zwolenników, którzy nie wzięli udziału w tym exodusie, obawiało się, że ominie ich Pochwycenie. Branham musiał ich zapewnić, że przeniesienie do Arizony nie jest konieczne.
Na świecie wciąż znajdują się setki tysięcy ludzi, którzy uważają Williama Branhama za proroka, a jego działalność za wypełnienie proroctwa z Księgi Malachiasza 3,23-24.
Ci, którzy naśladują obecnie nauczanie, jakie przyniósł William Branham, są przez niektórych nazywani branhamowcami, choć oni sami wolą zdecydowanie, gdy ktoś nazywa ich po prostu chrześcijanami lub Wierzącymi w Poselstwo. Wierzący z rozproszonych po świecie grup utrzymują ze sobą kontakt, lecz nie akceptują żadnej formy denominacji. Chrześcijanie zgromadzeni wokół tej służby uważają Williama Branhama za proroka Słowa, tak więc jego pisane i mówione Słowo jest dla nich absolutnie poprawne i niezbędne, by stać się częścią wybranej Oblubienicy Chrystusa, która odejdzie w pochwyceniu Kościoła. Główne miejsca Pisma, które często przewijają się w Poselstwie kaznodziei Branhama to: List do Hebrajczyków 13,8, Księga Malachiasza 3,23-24, Ewangelia Łukasza 17,28-30, Księga Objawienia 10,1-7, Dzieje Apostolskie 2,38.

## Krytyka
Krytyka nauczania Williama Branhama ze strony kościołów chrześcijańskich dotyczy głównie:
- kwestionowania przez niego niektórych kluczowych doktryn uznawanych przez główne nurty chrześcijaństwa (np. doktryny Trójcy Świętej oraz biblijnej formuły chrztu zapisanej w Ewangelii Mateusza),
- osobliwych nauk sprzecznych z Pismem Świętym, a zapożyczonych z gnostyckich sekt (np. o współżyciu Ewy z wężem w ogrodzie Eden)[34],
- wiary w to, że Bóg objawił się ludziom poprzez zodiak, Wielką Piramidę w Gizie oraz Biblię Świętą („Bóg napisał trzy Biblie”),
- krytycznego, wrogiego stosunku wobec nowoczesnego stylu życia kobiet – zabraniał im noszenia spodni, makijażu i obcinania włosów, nauczania, głoszenia kazań. Nie brakło też dosadnych sformułowań pod ich adresem, szokujących słuchaczy („miss dog meat”[43], „sexual garbage can”[44]).

## Publikacje
- The Seventieth Week of Daniel (Jeffersonville, Indiana: 1961)
- The Revelation of the Seven Seals (Jeffersonville, Indiana: 1963)
- An Exposition of the Seven Church Ages (Jeffersonville, Indiana: 1964)